# Dirección General de Logística Informativa
La Dirección General de Logística Informativa fue un órgano directivo de la Secretaría de Estado de Comunicación que entre 2017 y 2018 se encargó de las forma de comunicación, emitir comunicados, acreditar a la prensa y de la actualización de la Agenda de la Comunicación que tenía la Secretaría de Estado y a su vez, la Presidencia del Gobierno.
Creada en 2017, la dirección general fue suprimida en 2018 y sus funciones fueron asumidas por las nuevas direcciones generales de Información Nacional y de Información Internacional y por la Subdirección General de Análisis y Documentación de la secretaría de Estado. Su único titular fue Consuelo Sánchez-Vicente López entre julio de 2017 y junio de 2018.

## Funciones
Correspondía a la Dirección General de Logística Informativa las siguientes funciones:
- La elaboración y difusión de las referencias y notas informativas del Consejo de Ministros y del Presidente del Gobierno.
- La difusión adicional de informaciones y datos recibidos con este fin de otros Departamentos ministeriales.
- La transmisión de informaciones a los medios de comunicación sobre las actividades del Gobierno en el ámbito nacional e internacional.
- La coordinación de la acción informativa exterior que desarrollan las oficinas de comunicación de las misiones diplomáticas de España.
- El análisis informativo de la actualidad internacional así como de la información publicada sobre España en los medios internacionales.
- La acreditación de corresponsales, colaboradores y enviados especiales extranjeros, así como el apoyo informativo a periodistas de medios de comunicación internacionales.
- La gestión de los recursos humanos y materiales de carácter técnico necesarios para la cobertura informativa de las visitas y viajes de Estado, que dependerán funcionalmente de la Unidad de Protocolo Informativo.
- La edición y mantenimiento actualizado de la Agenda de la Comunicación.
- El tratamiento documental y el seguimiento de las informaciones aparecidas en los medios de comunicación nacionales e internacionales, así como la gestión y mantenimiento de las diferentes bases de datos.
- El análisis informativo de coyuntura política, económica y social de ámbito nacional e internacional.

## Dependencias
De la Dirección General de Logística Informativa dependían:
- La Subdirección General de Información Nacional.
- La Subdirección General de Información Internacional.
- La Subdirección General de Análisis y Documentación.